# 舍珀 (伊利諾伊州)
舍珀（英語：Schoper）是位於美國伊利諾伊州馬庫平縣的一個非建制地區。該地的面積和人口皆未知。

## 地理
舍珀的座標為39°20′17″N 89°47′03″W / 39.33806°N 89.78417°W，而該地的平均海拔高度為189米（即620英尺）。